# Elverdamså
 Elverdamså  er et sjællandsk vandløb der har sit udspring ved Valborup Skov syd for Kirke Hvalsø, og løber mod nord gennem Elverdamsdalen til Tempelkrog, der er den allersydligste del af Isefjorden, sydøst for Holbæk.
Åen har et afvandingsareal på ca. 40 km² og der er et stor tilskud af grundvand i den 30-50 m dybe ådal.
Der er mange kildevæld i åen, især mod nord ved gården Åstrup, hvor kildevandet har udskilt en stor mængde kalk som senere er blev udnyttet.
I 1984 blev området udnævnt til geologisk interesseområde.
Åen blev i 1455 kendt som Ællebrodam som betyder (broen ved ellekrattets vandsamling eller dæmning).
I stenalderen gik havet ca. 3 km op i dalen, og gjorde den nedre del af dalen tragtformet. Efter at man i 1950 flyttede det nederste del mod øst over mod morænelandskabet, blev der anlagt en dæmning ved Tempelkrog.
Undervejs i sit forløb støder åen en på nogle vandmøller som Tadre Mølle ved Taderød Bæk.
Elverdamså starter sit løb i Valborup Skov og går syd for Hvalsø, og øst om Tølløse. Den passerer derefter under Holbækmotorvejen, ved Motorvejskryds Holbæk, hvor Kalundborgmotorvejen bliver tilsluttet. Her fra forsætter Elverdamså så videre ud til sit udløb i Tempelkrog.